# Caponia braunsi
Espèce
Caponia braunsi est une espèce d'araignées aranéomorphes de la famille des Caponiidae.

## Distribution
Cette espèce est endémique d"Afrique du Sud. Elle se rencontre au Cap-Occidental et au Cap-Oriental.

## Description
Caponia braunsi compte huit yeux.
Le mâle holotype mesure 10,75 mm

## Étymologie
Cette espèce est nommée en l'honneur d'Hans Heinrich Justus Carl Ernst Brauns (1857-1929).

## Publication originale
- Purcell, 1904 : Descriptions of new genera and species of South African spiders. Transactions of the South African Philosophical Society, vol. 15, p. 115-173 (texte intégral).